# Enganyapastors de Prigogine
L'enganyapastors de Prigogine (Caprimulgus prigoginei) és una espècie d'ocell de la família dels caprimúlgids (Caprimulgidae) que habita els boscos de la República Democràtica del Congo al nord-oest del Llac Tanganyika.